# Callipteroma nigra
Callipteroma nigra är en stekelart som beskrevs av Mercet 1924. Callipteroma nigra ingår i släktet Callipteroma och familjen sköldlussteklar.
Artens utbredningsområde är Spanien. Inga underarter finns listade.